# Хопхо (станция метро)
«Хопхо» (кор. 호포역) — эстакадная станция Пусанского метро на Второй линии. Первая в данном направлении станция на Второй линии на территории Янсана; одна из пяти эстакадных станций линии; одна из четырёх открытых станций на территории Янсана. Она представлена двумя боковыми платформами. Станция обслуживается Пусанской транспортной корпорацией. Расположена в квартале Gasan-ri района (мён) Тонмён Янсана (провинция Кёнсан-Намдо, Южная Корея). На станции установлены платформенные раздвижные двери.
Станция была открыта 30 июня 1999 года.
Открытие станции было совмещено с открытием 1-й очереди Второй линии — участка длиной 20,9 км и ещё 19 станцийː «Пуам» (220), «Кая», «Университет Тонъи», «Кэгым», «Нэнджон», «Чуре», «Камджон», «Сасан», «Токпхо», «Модок», «Mopa», «Кунам», «Кумён», «Токчхон», «Суджон», «Хвамён», «Юлли», «Тонвон» и «Кымгок» (238).